# Marcapasos cardíaco artificial

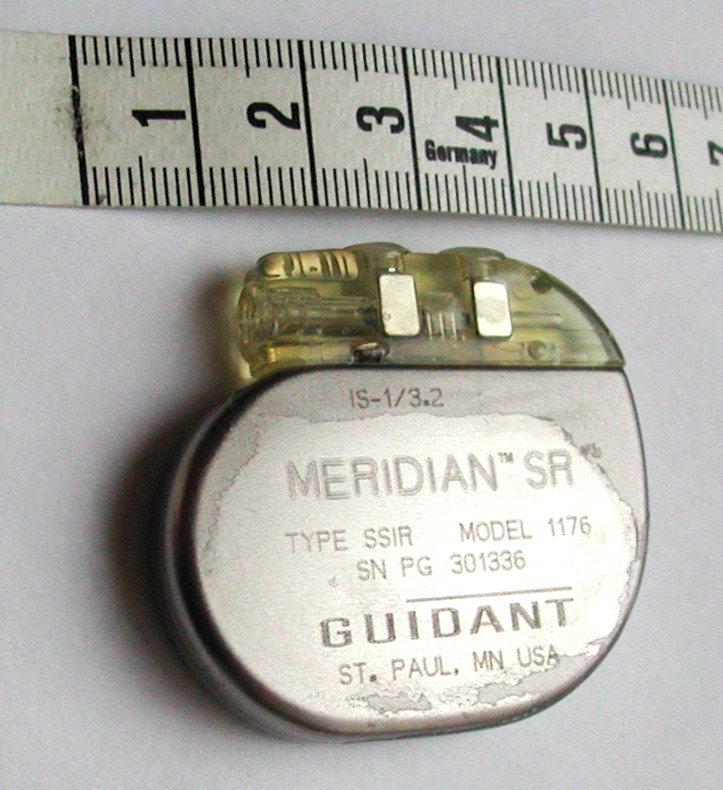
Marcapasos explantado tras un normal agotamiento de la batería.

El marcapasos cardíaco artificial es un aparato generador de impulsos eléctricos que, como función, ralentizan la actividad eléctrica del corazón y, según su mecanismo, desencadenan impulsos eléctricos o no.
En Europa, los marcapasos se clasifican como producto sanitario implantable activo.
Después de largos años en la mejora de la técnica, los marcapasos han llegado a ser sistemas seguros y fiables, haciendo de la medicación crónica una práctica totalmente superficial. Un marcapasos moderno tiene una vida estimada de entre 5 y 12 años. Posteriormente, puede cambiarse muy fácilmente gracias a la estandarización (IS-1-standard) de las conexiones de los electrodos.

## Estructura y tipos
El marcapasos consta de un generador de impulsos y catéteres con superficies expuestas (electrodos). El generador tiene una batería cuya función es aportar corriente eléctrica suficiente para la estimulación de las fibras miocárdicas. Actualmente se usan baterías de litio que permiten mayor duración, confianza y predicibilidad de su agotamiento. Consta también de un oscilador que se encarga de que el estímulo entregado dure intervalos de tiempo breves y a una frecuencia acorde a la programación: Esto se modifica según el sensado; intervalo A - V, etc.
Existen dos tipos de marcapasos definitivos: unicamerales y bicamerales. En función de la patología de base, edad y características de la persona, se elige la implantación de uno u otro. También se valora el tipo de estimulación, de modo que pueden llevar o no un mecanismo de adaptación de la frecuencia cardiaca según las necesidades metabólicas, estimular o detectar en aurícula, ventrículo o ambas cámaras y pueden responder a esa detección de varias maneras. Estos marcapasos captan la frecuencia propia del corazón y solo lo estimulan cuando la frecuencia cardiaca desciende por debajo de aquella a la que está ajustado el dispositivo. Existen muy distintos tipos de marcapaso a demanda, incluso programables, en los que pueden ajustarse la frecuencia cardiaca, la intensidad y la duración del impulso y del período refractario.
El marcapaso de resincronización cardiaca se utiliza para estimular los dos ventrículos de forma sincrónica  en personas que presentan insuficiencia cardiaca refractaria a tratamiento farmacológico con función ventricular deprimida, QRS ancho y asincronía intra e interventricular. Los electrodos se colocan en el ápex del ventrículo derecho y en la vena epicárdica del ventrículo izquierdo a través del seno coronario.

## Funciones
Los nuevos marcapasos tienen además otras funciones:
- Sincronización, por un problema de comunicación entre la aurícula y el ventrículo (bloqueo-AV).
- Modificación de la frecuencia de los latidos para adecuarse a la actividad corporal del portador (marcapasos de frecuencia adaptativa).
- Ayuda a evitar problemas de ritmo de la aurícula mediante sobreestimulación (paso preventivo).
- Grabación o seguimiento de las perturbaciones del ritmo cardiaco.
- Mejora de la función de bombeo del corazón mediante una estimulación del ventrículo izquierdo o de ambos en caso de un mal funcionamiento del ventrículo izquierdo y falta de riego (terapia de resincronización cardiaca).

Las funciones del marcapasos también se encuentran en el desfibrilador implantable, para devolver al corazón su ritmo correcto después de una descarga. Se usa en individuos que presentan una alteración de la conducción AV. El aparato consta de un generador de impulsos conectado a un catéter con un electrodo en su extremo (electrocatéter). El generador de impulsos suele implantarse en un bolsillo subcutáneo practicado en el tórax superior. Usando la radioscopia como guía, el catéter se introduce a través de la vena subclavia hacia el corazón, donde el electrodo se pone en contacto con el ápex del ventrículo derecho, aunque también puede colocarse en la aurícula derecha, según sean las necesidades de las personas; en ocasiones se sitúa un electrodo en la aurícula derecha y otro en el ventrículo derecho (marcapasos de estimulación secuencial auriculoventricular). También puede practicarse la colocación mediante una toracotomía, y en este caso el electrodo es conectado directamente a la superficie del corazón; este procedimiento se reserva para personas sometidas a cirugías provisionalmente.

## Historia

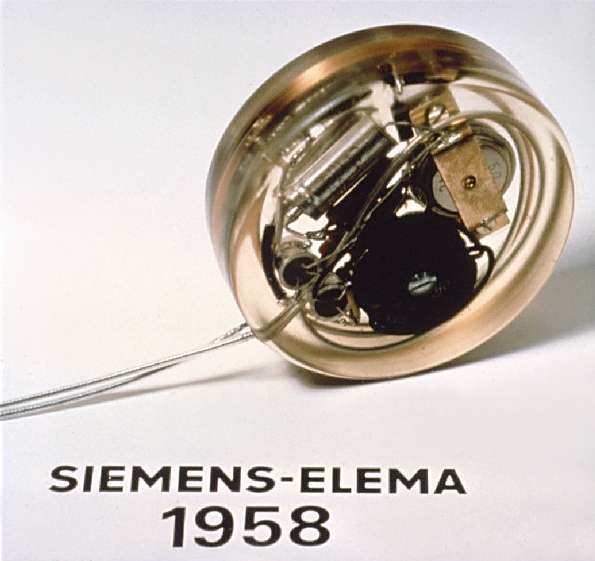
Primer marcapasos implantable.

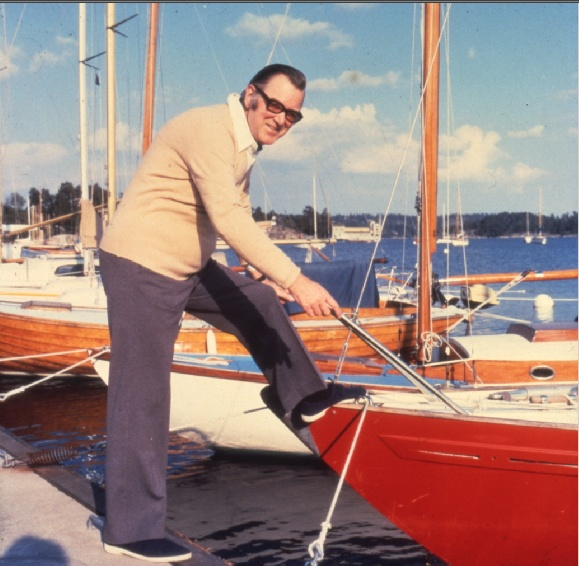
En 1958, Arne Larsson (1915-2001) se convirtió en la primera persona en recibir un marcapasos implantable. Durante su vida tuvo un total de 26 marcapasos y fue un activista que ayudó a otros pacientes con problemas cardíacos.

En 1899, J. A. McWilliam informó en el British Medical Journal acerca de sus experimentos en los cuales la aplicación de un impulso eléctrico al corazón humano en estado asistólico causaba una contracción ventricular, y que se podía provocar un ritmo de 60-70 impulsos por minuto mediante impulsos eléctricos aplicados a espacios iguales a 60-70 por minuto.
En 1926, el Doctor Mark C. Lidwell en el hospital Royal Prince Alfred de Sídney, apoyado por el físico Edgar H Booth de la Universidad de Sídney, inventaron un dispositivo portátil que se conectaba a un "punto de disparo" en el corazón, y que consistía en dos electrodos; uno era una almohadilla empapada en solución salina aplicada sobre la piel y otro era una aguja aislada excepto la punta que se clavaba en la cámara cardíaca apropiada. El ritmo del marcapasos era variable desde 80 hasta 120 pulsos por minuto y de la misma manera, el voltaje variaba desde 1.5 hasta 120 voltios. En 1928, este dispositivo fue usado para revivir un niño que había nacido muerto en el hospital materno Crown Street en Sídney, cuyo corazón continuó latiendo "por voluntad propia" después de 10 minutos de estimulación.
En 1932, el fisiólogo americano Albert Hyman, trabajando de forma independiente, inventó un instrumento electro-mecánico que desarrolló con un motor eléctrico de manivela. Hyman se refería a su invento como "marcapasos artificial", término que se usa hoy en día. Hyman probó su invento en animales y logró revivir 14 de 43 animales de laboratorio.
Entre los inicios de la década de 1930 y la Segunda Guerra Mundial sucedió una aparente interrupción de publicaciones de investigación sobre marcapasos tal vez por la percepción pública de que se estaba "interfiriendo con la naturaleza" al "revivir a los muertos". Por ejemplo, "Hyman no publicó datos sobre el uso de su marcapasos en humanos por la mala publicidad, tanto de sus colegas médicos como de los reportes en periódicos de la época. Lidwell pudo haberse dado cuenta de eso y no procedió con experimentos en humanos".
Un marcapasos externo fue diseñado y construido por el ingeniero electricista canadiense John Alexander Hopps en 1950 basado en las observaciones del cirujano cardio-torácico Wilfred Gordon Bigelow en el hospital Toronto General. Un aparatoso dispositivo externo que utilizaba tecnología de tubos de vacío para suministrar estimulación cardíaca transcutanea, era impráctico y doloroso para el paciente que lo tenía que usar y siendo alimentado por corriente alterna del tomacorriente, conllevaba un riesgo potencial de electrocución.
En los años siguientes, innovadores como Paul Zoll, hicieron cada vez más pequeños los dispositivos de estimulación transcutánea usando grandes baterías recargables como fuente de energía.
En 1957, el Doctor William L. Weirich publicó los resultados de una investigación desarrollada en la Universidad de Minnesota. Los estudios demostraron la restauración del ritmo cardíaco, presión aórtica media y gasto cardíaco en animales con bloqueo cardíaco mediante el uso de un electrodo en el miocardio. Este efectivo control de bloqueos cardíacos post-quirúrgicos probó ser una contribución significativa a la disminución de la mortalidad en cirugías a corazón abierto durante ese período.
El desarrollo del transistor de silicio y su disponibilidad comercial en 1956, fueron hechos cruciales que encaminaron un rápido avance en la tecnología de los marcapasos cardíacos.
En 1957, el ingeniero Earl Bakken de Mineápolis, Minnesota, construyó el primer marcapasos externo que podía llevarse puesto para un paciente del doctor C. Walton Lillehei. Este marcapasos transistorizado, acomodado en una pequeña caja de plástico, tenía controles que permitían el ajuste del ritmo y voltaje, y estaba conectado a cables que traspasaban la piel del paciente para terminar en unos electrodos fijados a la superficie del miocardio.
La primera implantación clínica de un marcapasos interno en un humano fue hecha por el cirujano Åke Senning en 1958 en el Instituto Karolinska en Solna, Suecia, usando un marcapasos diseñado por Rune Elmqvist. Se conectaron los electrodos al miocardio mediante una Toracotomía. El dispositivo falló tres horas después. Un segundo dispositivo fue implantado y duró dos días. El primer paciente en el mundo con marcapasos interno, Arne Larsson, recibió 26 marcapasos diferentes a lo largo de su vida. Murió en 2001 a la edad de 86 años.
En 1958 el médico colombiano Alberto Vejarano, cofundador de la Clínica Shaio en Bogotá, y el ingeniero electrónico y coautor de "Viaje al Corazón de las ballenas" Jorge Reynolds Pombo construyeron un marcapasos externo, similar a los marcapasos de Hopps y Zoll, con un peso de 45 kg y alimentado por una batería de 12 voltios de auto, pero conectado a electrodos colocados en el corazón. Este aparato fue utilizado con éxito en un paciente de 70 años de edad.
En 1959, la técnica de la estimulación temporal transvenosa fue demostrada por primera vez por Furman y otros. Un electrodo-catéter se insertó en la vena basílica del paciente.
El 3 de febrero de 1960, se implantó en Montevideo, Uruguay una versión mejorada del marcapasos del sueco Elmqvist en el Hospital Casmu 1 por los doctores Orestes Fiandra y Roberto Rubio. Fue el primer implante de un marcapasos en América. El dispositivo duró hasta que el paciente murió de otras dolencias 9 meses más tarde. El precoz diseño sueco con baterías recargables hacía necesario el uso de una bobina de inducción para su recarga desde el exterior del cuerpo del paciente.
Los marcapasos implantables construidos por el ingeniero Wilson Greatbatch se empezaron a usar desde abril de 1960 después de numerosas pruebas en animales. El uso de baterías de mercurio como fuente de energía supuso la innovación de Greatbatch en los primeros dispositivos suecos. El primer paciente en recibir uno de estos marcapasos vivió más de 18 meses.
La primera vez que se usó la estimulación transvenosa en conjunto con un marcapasos implantado fue en 1962-63 y llevado a cabo por Parsonnet en los Estados Unidos, Lagergren en Suecia y por Jean-Jaques Welti en Francia.

El procedimiento transvenoso o perivenoso involucra la incisión en una vena por la cual se inserta el electrodo y se guía mediante fluoroscopia hasta el punto dentro de la trabécula del ventrículo derecho donde se va a alojar. Este método se convirtió en el método por excelencia hacia mediados de la década de 1960. Hasta entonces, los marcapasos experimentaban una gran la falta de fiabilidad y cortos períodos de vida de las baterías, que eran principalmente de mercurio. 

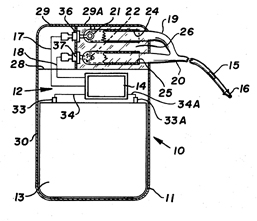
Primer marcapasos con celda de yoduro de litio. Cardiac Pacemakers Inc. 1972

Hacia finales de la década de 1960, muchas compañías en los Estados Unidos desarrollaron marcapasos accionados por un generador termoeléctrico de radioisótopos, pero fueron sobrepasados por el desarrollo en 1971 de la celda de yoduro de litio por Wilson Greatbatch. Las celdas de yoduro de litio o ánodo de litio se convirtieron en el estándar para futuros diseños de marcapasos.
Un impedimento adicional a la confibilidad de los primeros dispositivos era la difusión de vapor de agua de los fluidos corporales a través de la resina que encapsulaba los circuitos electrónicos. Este fenómeno se superó forrando el marcapasos con una cubierta de metal herméticamente sellada, inicialmente por Telectronics de Australia en 1969, seguida por Cardiac Pacemakers Inc de Minneapolis en 1972. Esta tecnología, que usa titanio en la cubierta, se convirtió en estándar hacia mediados de la década de 1970.
Otros que contribuyeron significativamente al desarrollo tecnológico de los marcapasos en los inicios fueron Bob Anderson de Medtronic Minneapolis, J.G (Geoffrey) Davies de St George's Hospital Londres, Barouh Berkovits y Sheldon Thaler de American Optical, Geoffrey Wickham de Telectronics Australia, Walter Keller de Cordis Corp. en Miami, Hans Thornander quien se unió a Rune Elmquist de Elema-Schonander en Suecia, Janwillem van den Berg de Holanda y Anthony Adducci de Cardiac Pacemakers Inc.Guidant.
En 2011, el ingeniero colombiano Jorge Reynolds Pombo anunció que en el futuro los marcapasos serán dispositivos del tamaño de un tercio de un grano de arroz, que no necesitarán baterías y que podrán ser monitoreados por internet desde cualquier parte del mundo. Éstos, además, podrán implantarse mediante cirugía ambulatoria y usarían la propia energía del corazón para recargarse.
En mayo de 2013, Patrick Rosset, responsable de producción de la empresa Medtronic en Suiza, mostró la línea de producción de un marcapasos implantable no mayor que un dedal. Al tener un tamaño tan reducido, los médicos podrán insertar el marcapasos por medio de un tubo, llamado catéter, a través de una pequeña incisión en la pierna y dirigirlo hasta el corazón. La operación será menos invasiva y complicada.
En 2020, el Hospital Clínico de Valladolid implantó por primera vez en España a un mismo paciente un marcapasos sin cables y un desfibrilador subcutáneo.